# オスロ国際平和研究所
オスロ国際平和研究所（オスロこくさいへいわけんきゅうじょ）は、ノルウェーの民間研究機関。
1959年、ヨハン・ガルトゥングによって創設され、平和研究機関の先駆となった国際非政府組織である。世界の安定的平和や国際紛争の平和的解決のための、研究や情報公開をしている。
毎年ノーベル平和賞の受賞予測を発表している。